# JULIA I
『JULIA I』（ジュリア・ファースト）は松田樹利亜の1枚目のアルバム。

## 概要
最大のヒット・アルバムで唯一のハミングバードレコード在籍アルバムとなった本作は共作を含む自身の作詞と田村直美の作詞を半々に分けている。同年10月の事業譲渡直後にワーナーミュージック・ジャパンから再発売された。

## 収録曲
1. 優柔不断
作詞：田村直美　作曲：小島健二　編曲：須貝幸生・神長弘一
2. だまってないで
作詞：松田樹利亜　作曲：石川寛門　編曲：須貝幸生・神長弘一
3. ガラスのように飾らないで
作詞：松田樹利亜　作曲：小島健二　編曲：須貝幸生・神長弘一
4. 視線の挑発
作詞：田村直美　作曲：Joey Carbone・Teddy Castellucci　編曲：須貝幸生・神長弘一
5. つかみきれない愛だってあってもいいじゃない
作詞：松田樹利亜　作曲：上野圭市　編曲：須貝幸生・神長弘一
6. シングル・ガール
作詞：田村直美　作曲：石川寛門　編曲：神長弘一・前野知常
7. Dream of you
作詞：松田樹利亜・みかみ麗緒　作曲：Wallen Harry　編曲：須貝幸生・横関敦
8. FOREVER DREAM
作詞：田村直美　作曲：Joey Carbone・Dennis Belfield　編曲：須貝幸生・神長弘一
9. マイ・フレンド
作詞：松田樹利亜　作曲：Joey Carbone　編曲：須貝幸生・神長弘一
10. 抱きしめても止まらない (long ver.)
作詞：田村直美　作曲：Joey Carbone・Jeff Carruthers・Mike Egizi　編曲：須貝幸生・横関敦

## 参加ミュージシャン
- 神長弘一 - ギター
- 横関敦（LANCE OF THRILL） - ギター
- 須貝幸生 - ベース
- 前野知常 - キーボード
- 相沢公生 - キーボード